# Frederick Arthur Bridgman
Pour les articles homonymes, voir Bridgman.
Frederick Arthur Bridgman né le 10 novembre 1847 à Tuskegee (Alabama) et mort le 13 janvier 1928 à Rouen est un peintre américain.
Ayant fréquemment séjourné en France, il fut l'un des peintres orientalistes les plus connus aux États-Unis.

## Biographie

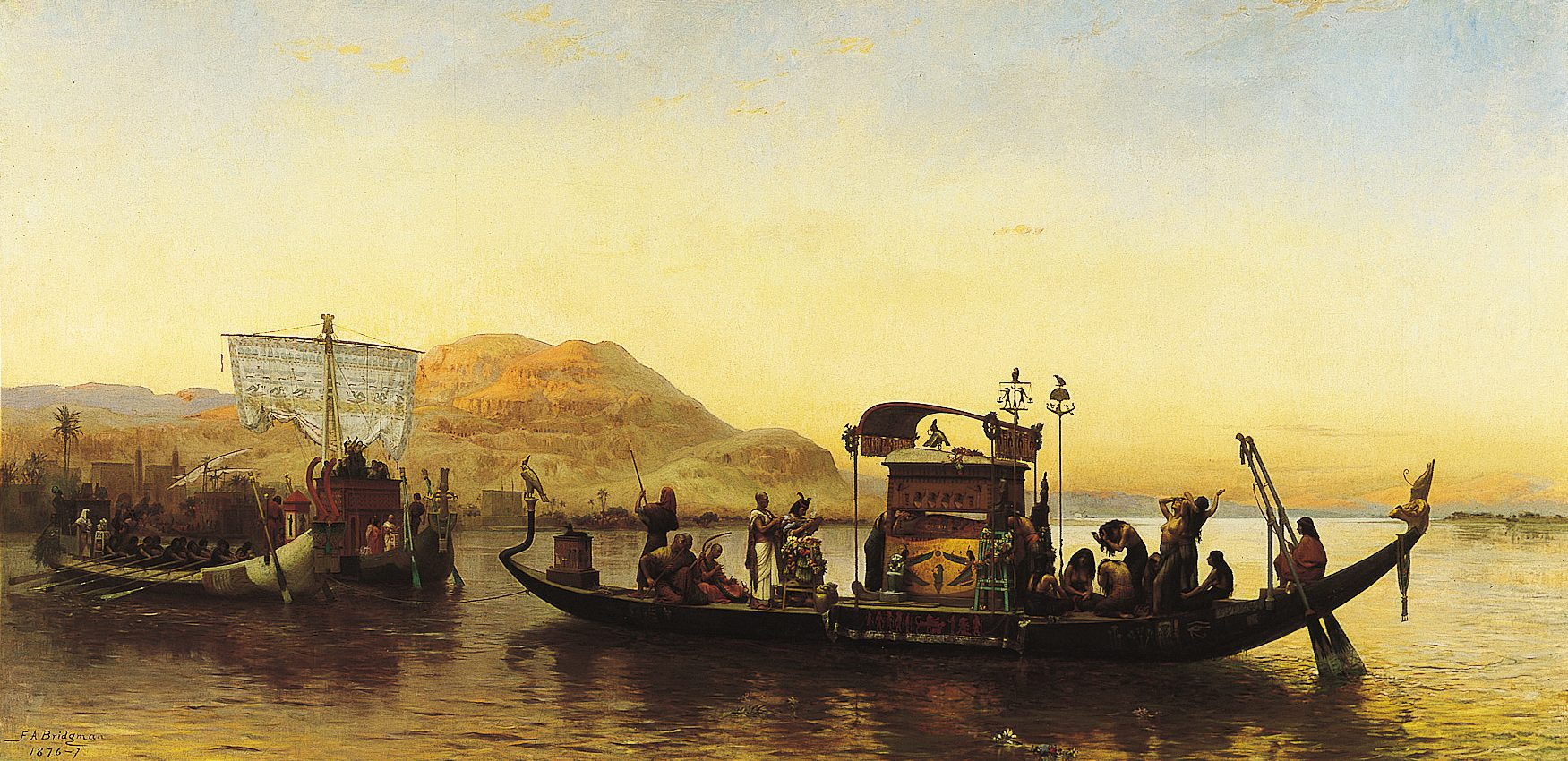
Les Funérailles de la momie (Salon de 1877), Louisville (Kentucky), Speed Art Museum.

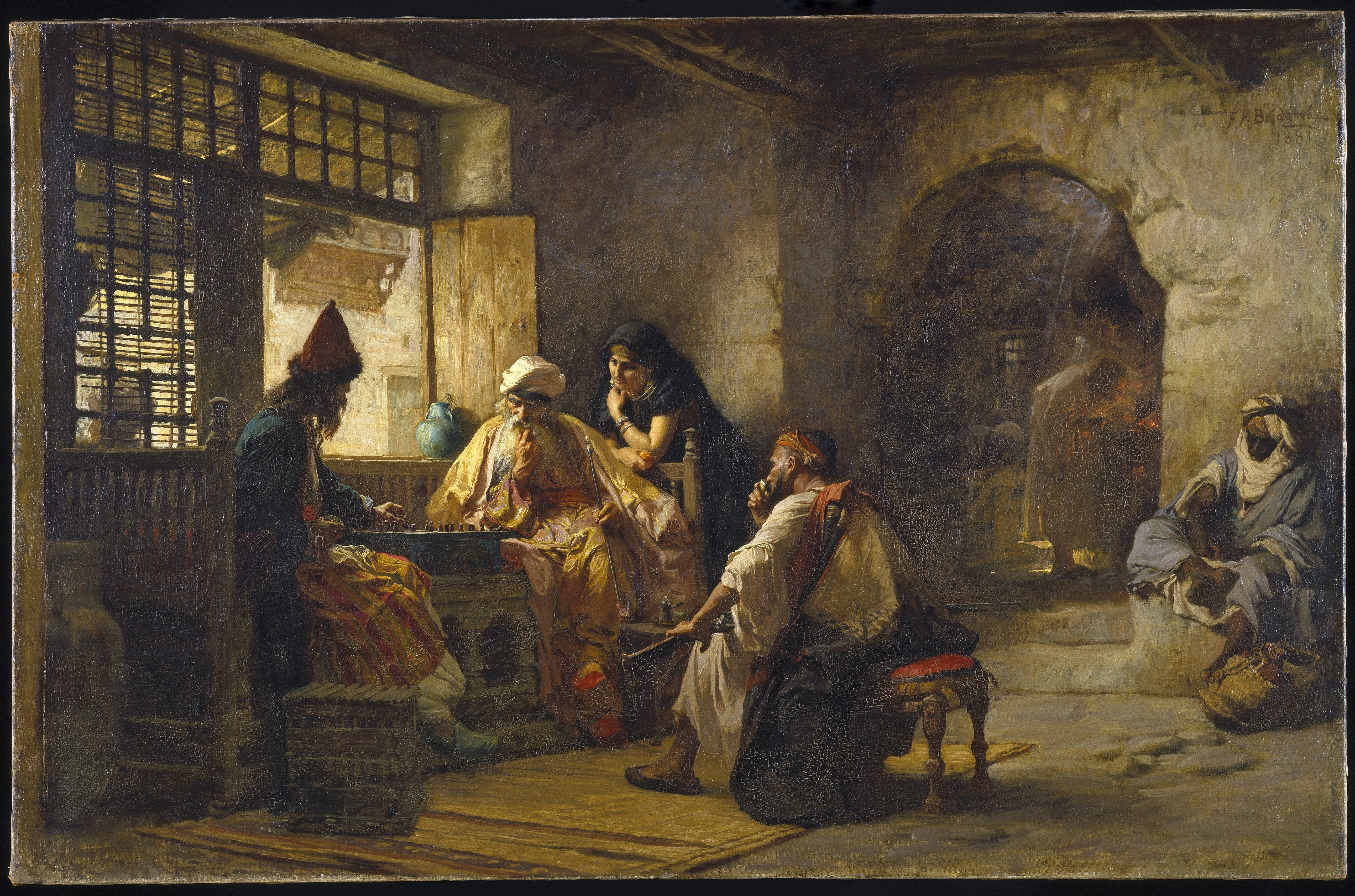
Un jeu intéressant (1881), New York, Brooklyn Museum.

Orphelin de son père en 1850, Frederick Arthur Bridgman suit sa mère à Boston, puis à New York. Employé comme graveur dans une banque, il montre des talents artistiques et décide de se consacrer totalement à la peinture. Il s'inscrit aux cours de dessin à la Brooklyn Art Association et à la National Academy of Design et expose ses premières œuvres à la Brooklyn Art Association en 1865.
Robert Wylie l'incite à venir passer deux étés à Pont-Aven, où il peint des paysages. En 1866, il s'installe à Paris tout en continuant à fréquenter Pont-Aven pendant l'été. En 1867, il étudie à l'École des beaux-arts de Paris dans l'atelier de Jean-Léon Gérôme.
A provincial circus (Un cirque de province), exposé au Salon de 1870, est remarqué. Pendant la guerre de 1870, il séjourne à Pont-Aven et en Espagne, puis se rend en 1873 en Afrique du Nord, séjournant un temps à Tanger, puis à Oran, Alger, Biskra. Puis il visite l'Égypte qui lui inspirera ses reconstitutions de l'Égypte antique : The Mummy’s Funeral (Les Funérailles de la momie) connaît un grand succès au Salon de 1877.

Il épouse Florence Mott Baker, issue d'une riche famille de Boston. Il connaît alors un grand succès aux États-Unis, exposant 300 de ses œuvres à l'American Art Gallery, et il est élu membre de l'Académie américaine de design. Jusqu'en 1880, il retourne maintes fois en Algérie, ramenant de ses voyages des costumes, des antiquités et un ensemble d'objets divers qu'il utilise ensuite comme modèle pour ses tableaux. 

« M. Bridgman, de New-York, est un des rares peintres américains qui soient parvenus à se faire un  nom à Paris. Ses tableaux, toujours bien agencés, avaient pourtant une facture épinglée et maigrelette qui nuisait singulièrement à leur aspect. Cette année il a fait un pas immense : dans les Tentes de nomades à Biskra, il se montre vraiment paysagiste. Les tentes sont dressées au milieu d'une vaste plaine bordée de montagnes ; des groupes de femmes et d'enfants circulent de l'une à l'autre. Mais ce qui charme, ce sont moins les détails que l'atmosphère qui les relie et donne à l'ensemble une harmonie douce et chaude. »

— Philippe Burty, Le Salon (Paris, 1880).
En 1888, il publie Winters in Algeria, livre illustré de nombreuses gravures sur bois, à la suite d'un nouveau séjour qu'il a effectué en Algérie en compagnie de son épouse en 1885-1886. En 1889, il expose à l'Exposition universelle de Paris où il obtient une médaille d'argent puis, en 1890, à la Fifth Avenue Galleries à New York et en 1900 à l'exposition universelle de Paris. Il expose aussi régulièrement à la Société des artistes français à Paris et à la Royal Academy of Arts de Londres. Il continue à peindre des scènes exotiques, historiques, bibliques, mais aussi quelques portraits mondains. Il enseigne également à l'Académie Vitti.
Devenu veuf en 1901, il se remarie avec Marthe Yaeger. Il est promu officier de la Légion d'honneur en 1907. Son succès est désormais moindre, y compris aux États-Unis. Après la Première Guerre mondiale, il s'installe à Lyons-la-Forêt où il réside jusqu'à sa mort en 1928.

### Adresses parisiennes

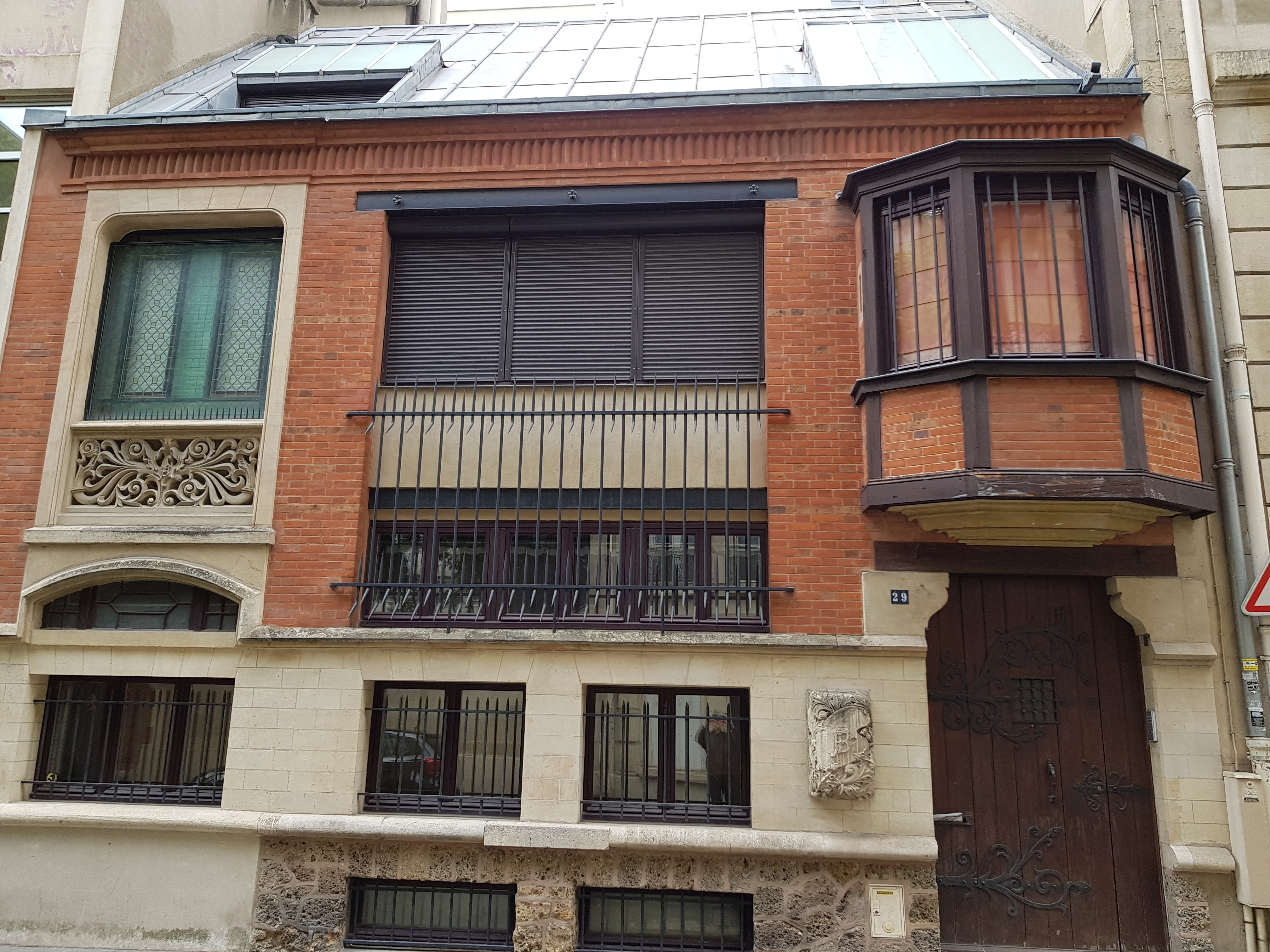
Le No 29 rue Daubigny à Paris.

Le peintre s’installe à Paris au début des années 1890 et y habite à différentes adresses : 146, boulevard Malesherbes, 5, impasse de Guelma et 29, rue Daubigny. À cette dernière adresse, il fait construire en 1892 un atelier d’artiste par l’architecte Jules Giboz ; on peut d’ailleurs reconnaître l’initiale de son nom sur la façade.

## Collections publiques
Aux États-Unis
- New York, Brooklyn Museum : Un Jeu intéressant, 1881, huile sur toile ;

En France
- Nantes, musée des beaux-arts : Le Tennis à Dinard, 1891, huile sur toile[8]

## Salons
- 1877 : Les Funérailles de la momie
- 1909 : Déjeuner au harem, au Caire[9]

## Galerie

Œuvres attribuées à Frederick Arthur Bridgman, localisations inconnues
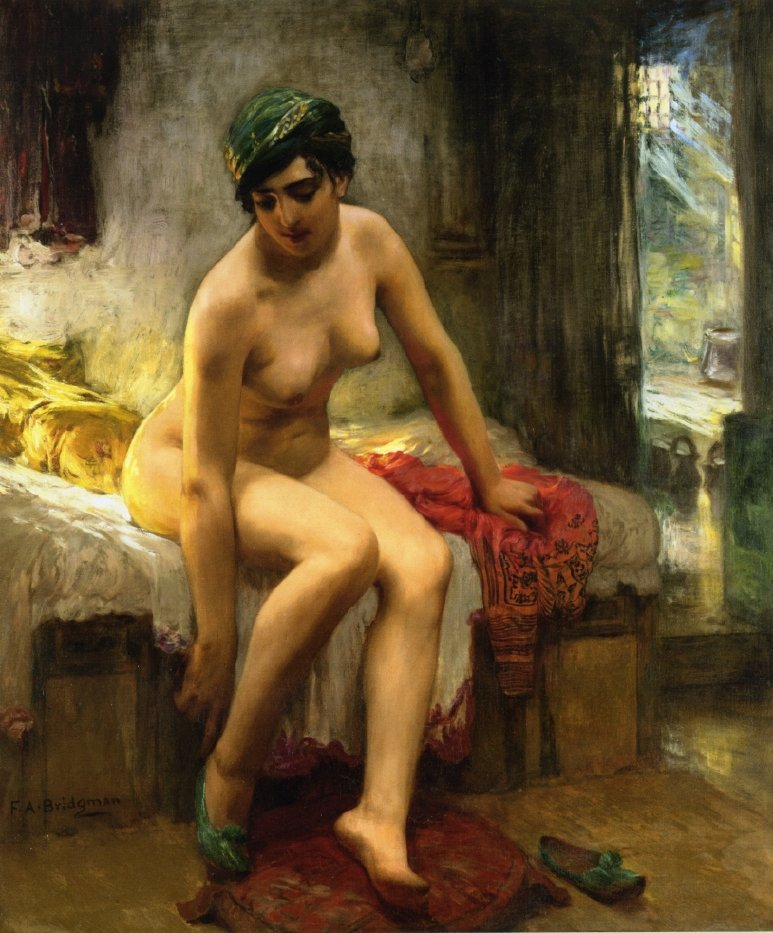
After the bath (Après le bain) (vers 1885).
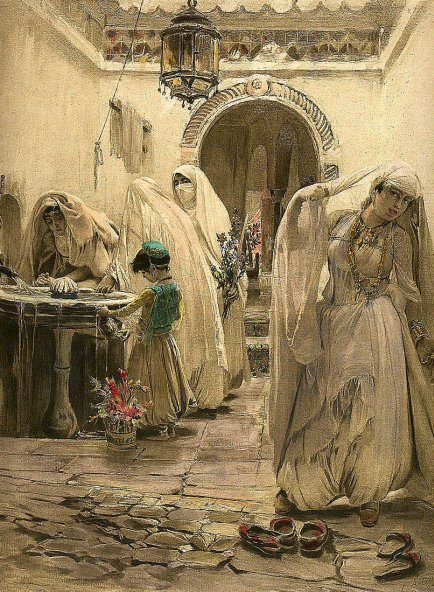
La Fontaine du harem
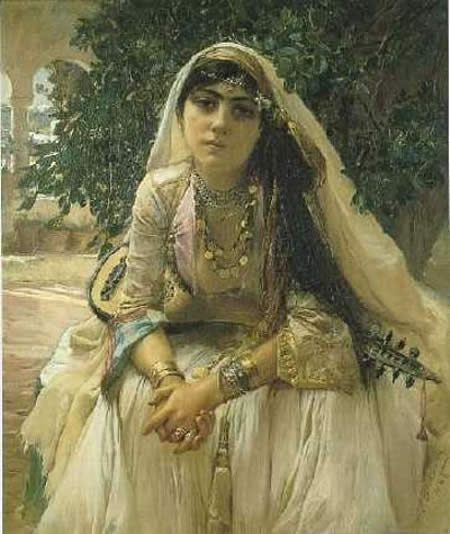
Fille algérienne
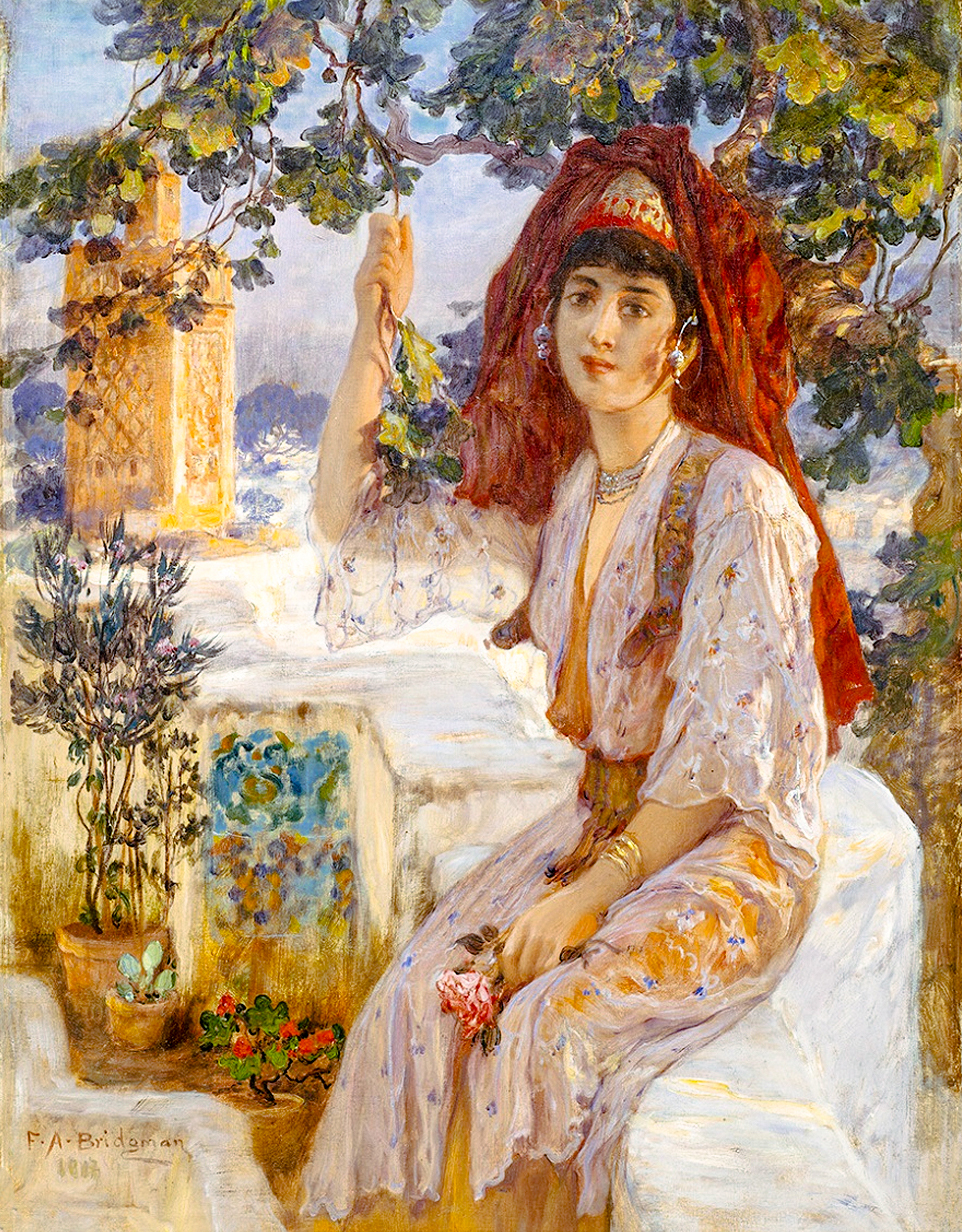
Jeune femme de Tlemcen, Algérie
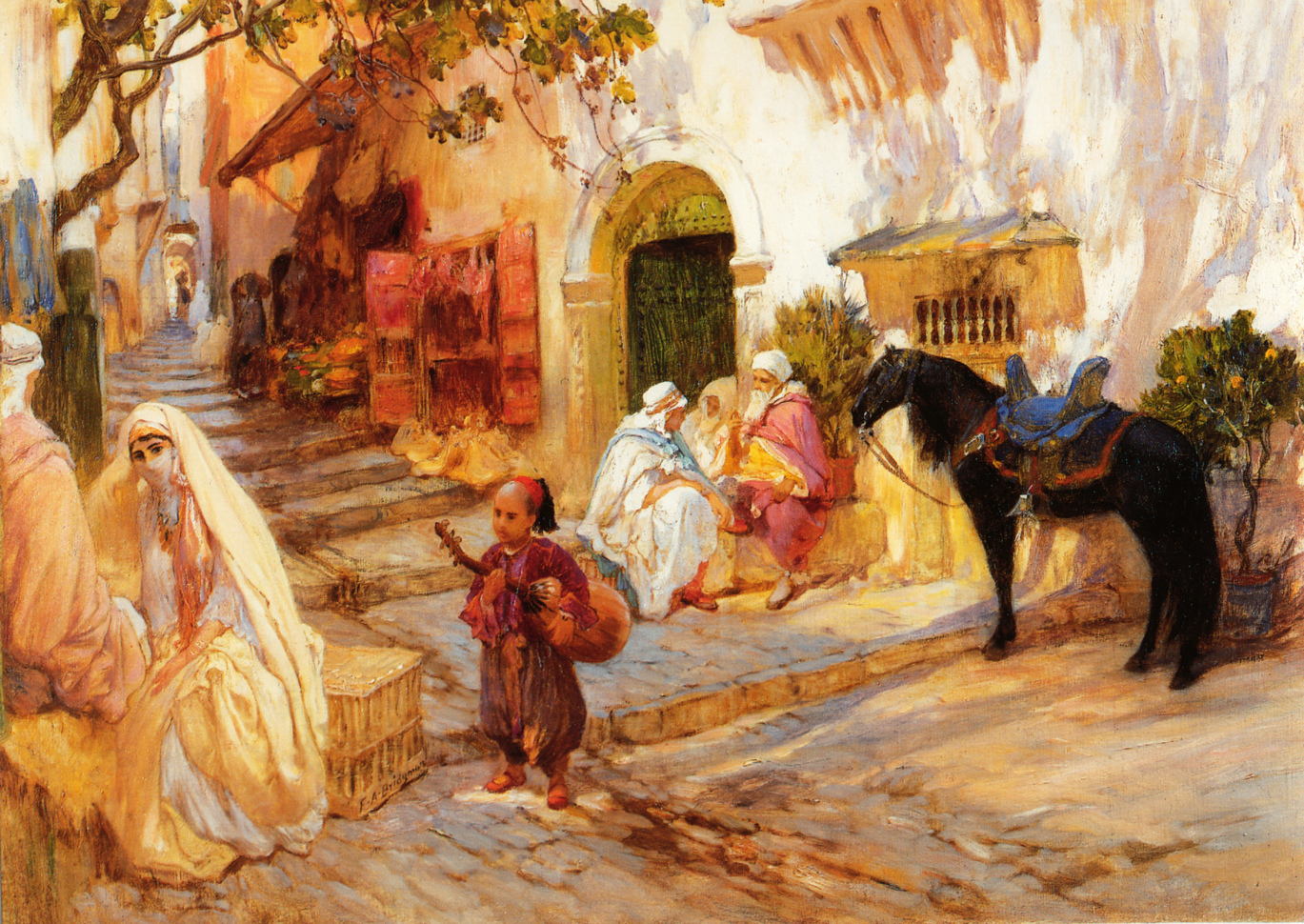
Scène de rue en Algérie
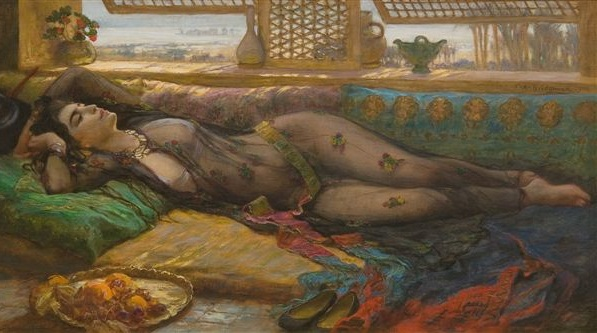
Reclining beauty
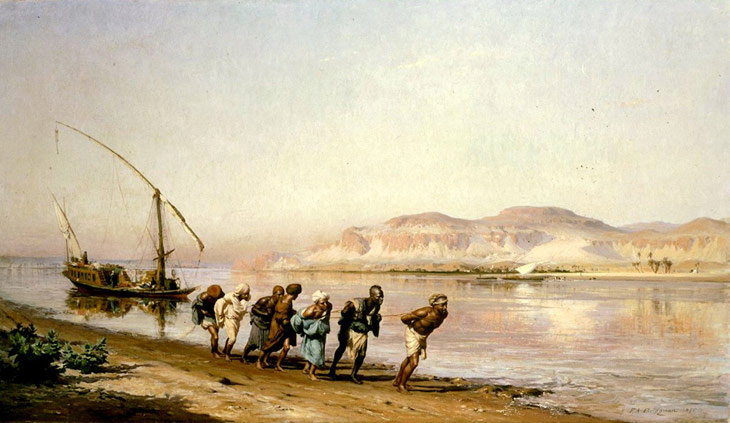
Scène de halage sur le Nil (huile sur toile, 1875).
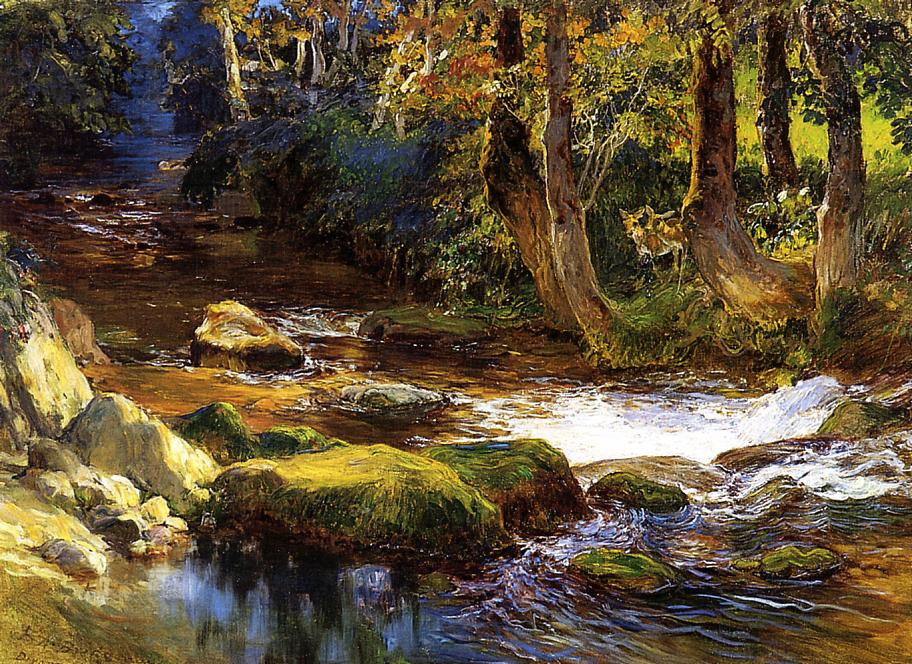
River Landscape with Deer (huile sur toile).